# Béziade
Die Béziade (auch Bésiade) waren eine adelige Familie aus dem Béarn, die seit dem 12. Jahrhundert bezeugt ist, deren belegte Stammfolge aber erst im 14. Jahrhundert als Co-Seigneur de Munein beginnt. Der Name rührt von der Bésiade genannte Brücke über den Gave d’Oloron, deren Brückenzoll der Familie zustand.
Der Aufstieg der Familie begann mit Théophile de Béziade, der 1635 durch die Ehe seiner Schwester Marie der Schwager des Marschalls Gassion wurde und zum Marquis d’Avaray aufstieg. Sein Sohn Claude Théophile verkaufte zum Schuldendienst seinen Besitz im Béarn an die Familie Gassion.
Der Familie gehören fünf Generäle an:
- Claude Théophile de Béziade (1655–1745)
- Charles Théophile de Béziade (1701–1746)
- Claude Antoine de Béziade (1740 – 1829)
- Antoine Louis François de Béziade (1759–1811)
- Joseph Théophile Parfait de Béziade (1770–1859)

Antoine Louis François de Béziade wurde 1799 zum Duc d’Avaray erhoben und starb ohne Nachkommen, der Titel wurde 1817 für seinen Vater Claude Antoine de Béziade (als 2. Duc d’Avaray) erneuert. Die Familie starb 1941 mit dem 7. Herzog aus.

## Stammliste

### 14. bis 17. Jahrhundert
1. Amanieu de Bésiade, 1314 bezeugt
  1. Amanieu († 14. Februar 1391)
    1. Amanieu Donat; ⚭ Jeanne de Carnoux
      1. Ramond Amanieu, Co-Seigneur de Munein, 1469 bezeugt; ⚭ Miramonde de Barsun
        1. Arnaud Ramond, Co-Seigneur de Munein, testiert 26. Februar 1509; ⚭ Jeanne d’Auga, Tochter von Mathieu, Seigneur d’Auga (bei Pau), und Jeanne Puyan, Schwester von Nicolas d’Auga, Bischof von Mende, sie heiratete in zweiter Ehe Jean, Seigneur de Barsun
          1. Jean, Co-Siegneur de Munein, 1509 bezeugt als (präsumptiver) Alleinerbe und Testamentsvollstrecker seines Vaters, starb ohne Nachkommen
          2. Ramond, 1539 bezeugt, Co-Seigneur de Munein; ⚭ (Ehevertrag 6. August 1513) Ramonde de Causit, Tochter von Biban de Causit
            1. Jean, 1538 bezeugt, Co-Seigneur de Munein, testiert 6. Mai 1580; ⚭ (Ehevertrag 6. August 1539) Bernardine de Campanhe-de-Castigbon, Tochter von Jean de Campanhe de Castigbon und Jeannette de la Salle
              1. Arnaud, Seigneur de Munein et d’Aurious[1]; ⚭ (Ehevertrag 13. Juni 1575) Jeanne de Bachoé, Tochter von Jacob de Bachoé, Seigneur d‘Andreng
                1. Jean, 1620 bezeugt, Seigneur de Munein et d’Auroius; ⚭ (Ehevertrag 23. April 1613) Anne d’Arridole, Tochter von Jean d’Arridole, Seigneur d’Arrocain
                  1. Jacques, 1661 bezeugt, Chevalier, Seigneur de Munein, de Saint-Martin, de Aurious et de Saint-Gladie, keine Nachkommen
                  2. Théophile, 1674 bezeugt, Chevalier, Marquis d’Avaray, Seigneur du Tertre et de Lestiou, 1667 Grand-bailli d’Épée von Orléans; ⚭ (1) (Ehevertrag 18. März 1652 Marie des Estangs, Tochter von Théodoric des Estangs, Chevalier, Seigneur d’Escrennes, und Anne Bigot; ⚭ (2) (Ehevertrag 21. Juli 1665 Dorothée Barthon-de-Montbas, Tochter von Frédéric Barthon, Vicomte de Montbas, Lieutenant-général des Armées du Roi, und Denise de Maillé-Benehart – Nachkommen siehe unten
                  3. Marie; ⚭ (Ehevertrag 5. Januar 1635) Jean de Gassion, Président à mortier du Parlement de Navarre in Pau, älterer Bruder des gleichnamigen Marschall Gassion

            2. Jacob, Bernardine und Jeanne, 1575 ledig

          3. Peyrot, 1509 bezeugt

      2. Jean († April 1433), Karmelit in Sauveterre
      3. Jeanne

### Die Marquis et Ducs d‘Avaray
1. Théophile, 1674 bezeugt, Chevalier, Marquis d’Avaray, Seigneur du Tertre et de Lestiou, 1667 Grand-bailli d’Épée von Orléans; ⚭ (1) (Ehevertrag 18. März 1652 Marie des Estangs, Tochter von Théodoric des Estangs, Chevalier, Seigneur d’Escrennes, und Anne Bigot; ⚭ (2) (Ehevertrag 21. Juli 1665 Dorothée Barthon-de-Montbas, Tochter von Frédéric Barthon, Vicomte de Montbas, Lieutenant-général des Armées du Roi, und Denise de Maillé-Benehart – Vorfahren siehe oben
  1. (1) Claude Théophile (* 2. Mai 1655; † 6. April 1745), Chevalier, Marquis d’Avaray, Baron de Lussay,[2] Seigneur de Lestiou, de Courbouzon et de La Brosse-Montmort,[3] Lieutenant-général des Armées du Roi, Ritter im Orden vom Heiligen Geist; ⚭ 6. November 1691 Catherine Angélique Foucault († 28. April 1728), Tochter von Joseph Foucault und Marie de Mestreseau, Schwester von Nicolas-Joseph Foucault
    1. Jean Théophile (* 29. Oktober 1696; † 10. Oktober 1734, 38 Jahre alt, an den Folgen der Schlacht bei Guastalla (19. September)), Brigadier
    2. Charles Théophile (* 1701; † 29. Mai 1746[4]), Chevalier, Marquis d’Avaray, Maréchal de camp; ⚭ 12. Dezember 1736 Marguerite Elisabeth Mégret d’Étigny, Tochter von François Nicolas Mégret, Seigneur de Passy, und Marguerite de Beaucousin
      1. Charles Théophile (* wohl 1737; † 17. April 1757, im 21. Lebensjahr), Chevalier, Marquis d’Avaray, Baron de Lussay, Seigneur de La Brosse-Montmort, Colonel au Régiment des Grenadiers de France; ⚭ 1. Juli 1754 Elisabeth Guillemine Charlotte de Baschi de Thoard, Tochter von François de Baschi, Comte de Baschi-Saint-Estève, Ritter im Orden vom Heiligen Geist, und Charlotte Victoire Le Normand
      2. Claude Antoine (* 16. Juli 1740; † 25. April 1829), Chevalier, Marquis und 1817 2. Duc d’Avaray, Baron de Lussay, Seigneur de Lestoiu, de Courbouzon et de La Brosse-Montmort, Lieutenant-général des Armées du Roi, Pair de France; ⚭ 5. April 1758 Angélique Adélaïde Sophie de Mailly, Tochter von Louis de Mailly, Comte de Mailly, Marquis de Nesle, Ritter im Orden vom Heiligen Geist, Lieutenant-général des Armées du Roi, und Anne Françoise de l’Arbaleste de Melun
        1. Antoine Louis François (* 8. Januar 1759; † 4. Juni 1811), Comte und 1799 1. Duc d’Avaray, Maréchal de camp
        2. Adélaïde Henriette Élisabeth (* 2. Februar 1762; † 1785); ⚭ 1781 Edme Charles François, Marquis de Grave (* 1754; † füsiliert 1795 nach der Schlacht um Quiberon (21. Juli))
        3. Augustine Olympe Sophie (* 7. Juli 1765; † 1809); ⚭ 4. Juni 1784 Antoine René d’Escoubleau, Marquis de Sourdis, Maréchal des Camps et Armées du Roi
        4. Armand Louis Théophile (* 11. September 1766; † füsiliert 1795 nach der Schlacht um Quiberon (21. Juli))
        5. Joseph Théophile Parfait (* 22. Oktober 1770; † 11. April 1859), Comte und 1829 3. Duc d'Avaray, Lieutenant-général; ⚭ 25. Februar 1800 Aimée Julie Michel de Tharon (* 29. Juli 1783; † 1. Oktober 1859), Tochter von Pierre François Michel, Comte de Tharon
          1. Sophie Angélique Louise Rosalbe (* 1801 in England; † Oktober 1882); ⚭ 18. März 1819, geschieden 1830, Charles Peter Shakerley, 1. Baronet, Esquire (* 27. Dezember 1792; † 14. September 1857)
          2. Ange Édouard Théophile (* 22. November 1802; † 2. Februar 1887), Marquis, dann 4. Duc d’Avaray, ⚭ 2. Februar 1825 Anne-Victurnienne-Mathilde de Rochechouart (* 9. August 1802; ✝ 1. Januar 1887), Tochter von Victor Louis Victurnien de Rochechouart (1780–1834), 2. Marquis de Mortemart, und Anne Éléonore Pulcherie de Montmorency-Fosseux
            1. Louise Marie Antonie (* 20. November 1825; ✝ 4. Mai 1897 beim Brand des Bazar de la Charité); ⚭ 11. Mai 1847 Audéric de Moustier (* 12. Juni 1823; ✝ 23. März-1888)
            2. Jules Victor Camille (* 29. November 1827; ✝ 31. Oktober 1894), 5. Duc d’Avaray; ⚭ 2. Mai 1855 Armande Séguier (* 6. Januar 1835; ✝ 7. August 1916), Tochter von Pierre-Armand, 2. Baron Séguier, und Charlotte Joséphine Honorine Le Peletier d’Aunay
              1. Edouard Joseph Hubert Marie (* 15. April 1856; ✝ 23. Januar 1930), Marquis, dann 6. Duc d'Avaray; ⚭ 1. Februar 1883 Rosalie-Françoise-Adélaïde-Caroline-Eugénie-Marie de Mercy-Argenteau (* 18. Juli 1862; ✝ 26. Juli 1925), Tochter von Comte Eugène de Mercy-Argenteau und Louise de Riquet, Comtesse de Caraman
                1. Antoine-Hubert-Louis-Camille-Maurice (* 1. Oktober 1885; † 31. Mai 1921 bei einem Autounfall), Marquis d’Avaray

              2. Élie Marie Pierre Victor (* 25. Februar 1858; ✝ 11. Februar 1917), Comte d'Avaray; ⚭ 11. Februar 1884 Marie-Gabrielle-Constance-Mélanie, Comtesse d’Hinnisdal, Reichsgräfin (* 14. Juni 1861; ✝ 12. November 1911), Tochter von Comte Hermann d‘Hinnisdal, Reichsgraf, und Victorine Marie Constance de Choiseul d‘Aillecourt
                1. Marie-Bernard-Edouard (* 26. Oktober 1884; ✝ 27. Februar 1941), Vicomte, dann 7. Duc d’Avaray, ultimus familiae

          3. Louis-Charles-Théophile (* 26. April 1818; ✝ 30. November 1878); ⚭ (1) April 1867 Johanna Huck; ⚭ (2) 19. April 1868 Émilie Hirth, Tochter von Charles Hirth und Albertine Merkel

    3. Catherine Angélique; ⚭ 3. Dezember 1719 Jean Louis, Baron de Boeil
    4. Olympe; ⚭ André le Picard, Chevalier, Seigneur d’Aubercourt

  2. (1) Marie Charlotte; ⚭ François d’Escoubleau († 21. September 1707), Marquis de Sourdis, Lieutenant-général des Armées du Roi (Escoubleau)
  3. (1) Françoise Marie († jung)